# Нарышкин, Мартемьян Кириллович

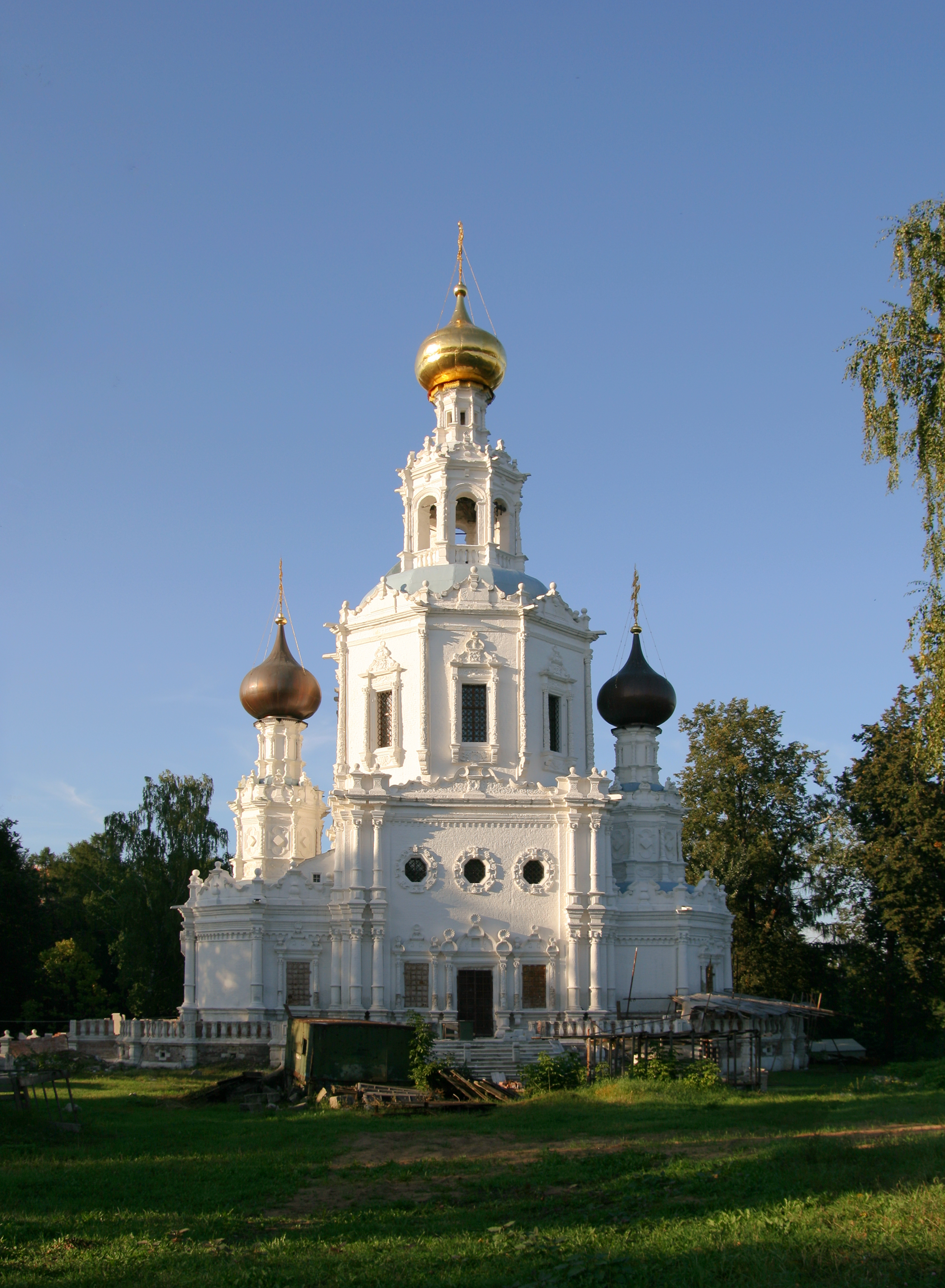
Храм Троицы Живоначальной в Троице-Лыкове,1698—1703 г.г., Мартимьян Нарышкин, родной дядя царя Петра, получил это имение в 1690 году. От первого брака с царевной Евдокией Васильевной Сибирской (ум. 11-го апреля 1691 года) у него осталась одна только дочь, ставшая позже женой князя Василия Петровича Голицына. В марте 1697 года, после внезапной смерти 32-х летнего Мартимьяна, имение наследовал его брат Лев Нарышкин, родной дядя царя Петра, чья жена Анна Салтыкова была дочерью Марфы Прозоровской.

Мартемьян Кириллович Нарышкин (1665 — 1 (14) марта 1697) — боярин из рода Нарышкиных, родной брат царицы Натальи Кирилловны, родной дядя Петра I, владелец подмосковной усадьбы Троице-Лыково.
В дни мятежа стрельцов 1682 года Мартемьян Нарышкин был стольником и вместе с тем спальником. Свидетель гибели братьев, он сам едва не погиб в эти дни, так как настроенные против Нарышкиных стрельцы требовали его выдачи. Вместо этого, по их же настоянию, ему вместе с многими другими пришлось отправиться в ссылку.
Вскоре, однако, вернувшись в Москву, Мартемьян Кириллович в 1686 году был уже стольником своего племянника, царя Петра Алексеевича, и 25 лет от роду был сделан боярином. Скончался он 4-го марта 1697 года. Напоминанием о его короткой жизни осталась великолепная Троицкая церковь, возведённая в его память в подмосковной усадьбе Троице-Лыково его братом Львом, унаследовавшим это имение.
От брака с царевной Евдокией Васильевной Сибирской (умершей 11-го апреля 1691 года) у него осталась одна только дочь, вышедшая в будущем замуж за князя Василия Петровича Голицына.